# Unidos da Vila Alemã
Unidos da Vila Alemã (UVA) é uma escola de samba da cidade de Rio Claro, interior de São Paulo, Brasil. Fundada oficialmente em 23 de março de 1986, a agremiação tem como cores oficiais o verde e o branco e é conhecida por sua forte ligação com o bairro Vila Alemã, onde nasceu e mantém sua sede.

### História
A origem da UVA remonta a 1985, quando Ernesto Eduardo Bellan começou a organizar um bloco carnavalesco na Vila Alemã. As inscrições eram feitas na drogaria de sua propriedade, localizada na Rua 6-A, nº 564. A iniciativa superou rapidamente as expectativas: o bloco reuniu 120 inscritos inicialmente e, em menos de uma semana, já contava com mais de 500 participantes.
Diante da grande adesão popular, Bellan decidiu transformar o bloco em escola de samba. Para isso, convidou Edson dos Santos e José Carlos Baungartner a compor a diretoria. Em uma reunião com moradores do bairro, foram definidas as cores oficiais (verde e branco), o símbolo (um tamborim e um cacho de uva) e o nome da agremiação: Unidos da Vila Alemã, ou simplesmente UVA. A escola foi registrada oficialmente em cartório em março de 1986, com o propósito de promover a música popular, o folclore brasileiro e atividades culturais, artísticas, sociais e esportivas.
A estreia na avenida ocorreu em 1987, em caráter não competitivo, conforme o regulamento municipal, que exigia dois desfiles para habilitação à competição.
Desde sua fundação, a escola se destacou pela inovação, como a criação de uma comissão de frente composta exclusivamente por mulheres. Em seu segundo desfile, conquistou o “Oui D’or”, prêmio popular de melhor comissão de frente do carnaval de Rio Claro.
Em 2010, a UVA alcançou o vice-campeonato do grupo especial. Em 2011, contou com a presença da ex-dançarina Scheila Carvalho como madrinha de bateria.
A escola é conhecida por sua bateria marcada por "paradinhas" criativas e pela forte presença familiar entre seus integrantes, o que a caracteriza como uma "escola família". [carece de fontes]

### Retorno e conquistas recentes
Após um período de paralisação do carnaval em Rio Claro, a Unidos da Vila Alemã retornou em grande estilo. Em 2023, encerrou um jejum de 23 anos e conquistou o título do carnaval. Em 2024, sagrou-se bicampeã com o enredo "Ku’ya: os verdes cantos do João-de-Barro", alcançando 179,4 pontos.
Em 2025, a UVA tornou-se tricampeã consecutiva do Carnaval de Rio Claro com o enredo “Ashyan – Caminhos da Seda”, consolidando-se como uma das principais forças do samba no interior paulista.

## Segmentos

### Presidentes
| Nome                    | Mandato     | Ref.  |
| ----------------------- | ----------- | ----- |
| Ariovaldo Ander Barbosa | 2009 - 2012 |       |
| Jorge Leandro Rodrigues | 2013-2014   |       |
| Jeferson Zanotti        | 2014 - 2015 | [ 1 ] |
| Kaira Guastalli         | 2016-2017   |       |
| Cersar Picardt          | 2018-2019   |       |
| Aldo Oliveira           | 2020-2021   |       |
| Bruno Covre             | 2022-2023   |       |
| Bruno Felipe Calore     | 2024-2025   |       |
| Eric Salla Sá de Souza  | 2025-2027   |       |

### Diretores
| Ano  | Diretor de Carnaval    | Diretor de harmonia           | Mestre de bateria | Ref.  |
| ---- | ---------------------- | ----------------------------- | ----------------- | ----- |
| 2013 |                        | Marcelo Camargo               | Rogério Borges    |       |
| 2014 |                        | Marcos Godoy e Welton Valério | Fábio Godoy       | [ 2 ] |
| 2015 |                        | Ariovaldo Barbosa             | Fábio Godoy       | [ 3 ] |
| 2016 |                        | Luiz Migliorini               | Eduardo Barsotti  |       |
| 2023 | Elder Baungartner      | Luiz Migliorini e Fabio Godoy | Danilo Guerra     |       |
| 2024 | Eric Salla Sá de Souza | Luiz Migliorini e Fabio Godoy | Wilian Leandro    |       |
| 2025 | Eric Salla Sá de Souza | Bruno Covre                   | Wilian Leandro    |       |
| 2026 | Affonso Macedo         |                               | Wilian Leandro    |       |

### Casal de Mestre-sala e Porta-bandeira
| Ano  | Nome                                  | Ref.  |
| ---- | ------------------------------------- | ----- |
| 2013 | Rubens de Castro e Lyssandra Grooters |       |
| 2014 | Diego Motta e Edilaine                | [ 2 ] |
| 2015 | César Picardt e Lilian Faria          | [ 3 ] |
| 2016 | César Picardt e Lilian Faria          |       |
| 2017 | César Picardt e Lilian Faria          |       |
| 2018 | César Picardt e Lilian Faria          |       |
| 2019 | César Picardt e Lilian Faria          |       |
| 2020 | César Picardt e Lilian Faria          |       |
| 2023 | César Picardt e Lilian Faria          |       |
| 2024 | Vitor Barbosa e Lilian Faria          |       |
| 2025 | Vitor Barbosa e Lilian Faria          |       |
| 2026 | Vitor Barbosa e Lilian Faria          |       |

### Corte de Bateria
| Período | Rainha             | Madrinha         | Ref.  |
| ------- | ------------------ | ---------------- | ----- |
| 2008    | Ana Paula Barrote  |                  | [ 4 ] |
| 2009    | Sindy Salla        |                  |       |
| 2010    | Sindy Salla        | Rita Cadillac    | [ 5 ] |
| 2011    | Sindy Salla        | Scheila Carvalho | [ 6 ] |
| 2012    | Sindy Salla        |                  |       |
| 2013    | Tabata Baungartner |                  | [ 7 ] |
| 2014    | Tatiane Rolim      | Ellen Rocche     | [ 2 ] |
| 2015    | Tatiane Rolim      |                  | [ 3 ] |
| 2016    | Tatiane Rolim      | Vanessa Alves    |       |

## Carnavais
| Ano                               | Colocação                  | Grupo                      | Enredo                                                                                                 | Carnavalesco                                                                             | Intérprete                            | Ref.                       |
| 1986                              |                            |                            | |                                                                                          |                                       |                            |
| 1987                              |                            |                            | |                                                                                          |                                       |                            |
| 1988                              |                            |                            | |                                                                                          |                                       |                            |
| 1989                              |                            |                            | |                                                                                          |                                       |                            |
| 1990                              |                            |                            | |                                                                                          |                                       |                            |
| 1991                              |                            |                            | |                                                                                          |                                       |                            |
| Não houve carnaval em 1992        | Não houve carnaval em 1992 | Não houve carnaval em 1992 | Não houve carnaval em 1992                                                                             | Não houve carnaval em 1992                                                               | Não houve carnaval em 1992            | Não houve carnaval em 1992 |
| 1993                              |                            |                            | |                                                                                          |                                       |                            |
| 1994                              |                            |                            | |                                                                                          |                                       |                            |
| --------------------------------- | -------------------------- | -------------------------- | --- | ---------------------------------------------------------------------------------------- | ------------------------------------- | -------------------------- |
| 1995                              | Campeã                     | Especial                   | Espelho, Espelho Meu Que Destino terei eu                                                              | Fernando Cantanhede                                                                      |                                       |                            |
| 1996                              | Campeã                     | Especial                   | A festa do vinho                                                                                       | Fernando Cantanhede                                                                      |                                       |                            |
| 1997                              | Vice-campeã                | Especial                   | Navegar foi preciso                                                                                    | Fernando Cantanhede                                                                      |                                       |                            |
| Não houve carnaval em 1998 e 1999 |                            |                            | |                                                                                          |                                       |                            |
| 2000                              | Campeã                     | Especial                   | Bailando com aton                                                                                      | Fernando Cantanhede                                                                      |                                       |                            |
| Não houve carnaval de 2001 a 2004 |                            |                            | |                                                                                          |                                       |                            |
| 2005                              |                            |                            | |                                                                                          |                                       |                            |
| 2006                              |                            |                            | |                                                                                          |                                       |                            |
| 2007                              |                            |                            | |                                                                                          |                                       |                            |
| 2008                              | Vice-campeã                | Acesso                     | A Verde e Branco embriaga a nossa vida, a doce cana que nos move no engenho do futuro, destila energia |                                                                                          |                                       |                            |
| 2009                              | Campeã                     | Acesso                     | Era uma vez, uma Terra Encantada onde a UVA se transforma num Conto de Fadas                           | Marcelo Camargo                                                                          | Betinho do Cavaco                     |                            |
| 2010                              | Vice-campeã                | Especial                   | Os 4 elementos, a UVA em busca da essência da vida                                                     | Marcelo Camargo                                                                          | Betinho do Cavaco                     | [ 8 ]                      |
| 2011                              | 3º lugar                   | Especial                   | Que loucura! No hospício da folia, a UVA é 25 anos de Alegria                                          | Comissão de Carnaval Marcelo Camargo, César Picardt, Marina Baungartner e Ronaldo Santos | Betinho do Cavaco                     |                            |
| 2012                              | 3º lugar                   | Especial                   | Fim, estamos preparados!                                                                               | Marcelo Camargo Cesar Picardt                                                            | Royce do Cavaco                       |                            |
| 2013                              | 4º lugar                   | Especial                   | A vila abre as cortinas, um espetáculo musical... Vou bailar nesta alegria, hoje é festa, é carnaval!  | Marcelo Camargo                                                                          | Fernandinho SP                        |                            |
| 2014                              | 4º lugar                   | Especial                   | Na chama da tentação, a UVA é o fruto da salvação                                                      | Mauro Quintaes                                                                           | Darlan Alves                          |                            |
| 2015                              | 3º lugar                   | Especial                   | No Tempo de Deus…                                                                                      | Mauro Quintaes                                                                           | Darlan Alves                          | [ 3 ] [ 9 ] [ 10 ]         |
| 2016                              | 3º lugar                   | Especial                   | Tirar da terra o milagre do samba                                                                      | Marcelo Carmargo                                                                         | Betinho do Cavaco                     |                            |
| 2023                              | Campeã                     | Especial                   | Faça-se luz: a UVA em uma explosão de cores                                                            | Marcelo Carmargo                                                                         | Betinho do Cavaco e Maurício Oliveira |                            |
| 2024                              | Campeã                     | Especial                   | Ku'ya - Os Verdes cantos do João-de-Barro                                                              | Marcelo Carmargo                                                                         | Betinho do Cavaco e Maurício Oliveira |                            |
| 2025                              | Campeã                     | Especial                   | Ashyan - Caminhos da Seda                                                                              | Marcelo Carmargo                                                                         | Betinho do Cavaco e Maurício Oliveira |                            |